# Heston Airlines
Pour les articles homonymes, voir Heston.
Heston Airlines est une compagnie aérienne charter lituanienne. Lancée en 2021, Heston exploite une flotte d'Airbus,.
Spécialiste de l'affrètement ACMI, la compagnie vole pour le compte de compagnies aériennes telles que Condor, Marabu, Air Monténégro.

## Flotte

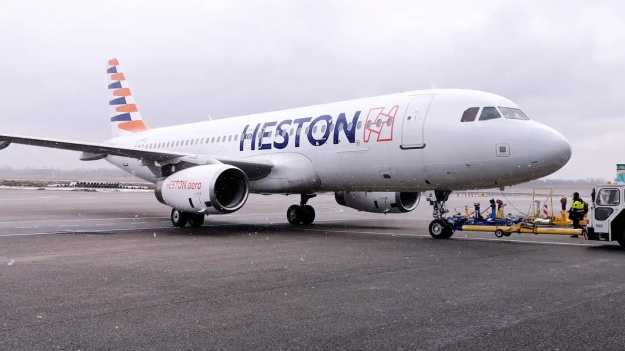
Un Airbus A320-200 de Heston Airlines

La flotte Heston Airlines se compose des avions suivants (en mai 2022), :
| Avion           | En service | Passagers | Passagers  | Passagers | Remarques                                  |
| Avion           | En service | Business  | Economique | Total     | Remarques                                  |
| --------------- | ---------- | --------- | ---------- | --------- | ------------------------------------------ |
| Airbus A320-200 | 11         | –         | 180        | 180       | 2 loués à Condor 1 loué à Aero Contractors |
| Airbus A330-200 | 2          | 30        | 199        | 229       | Un opérant comme un freighter              |
| Total           | 13         |           |            |           |                                            |